# Файв-Корнерс (Вашингтон)
Файв-Корнерс (англ. Five Corners) — переписна місцевість (CDP) в США, в окрузі Кларк штату Вашингтон. Населення — 20 973 особи (2020).

## Географія
Файв-Корнерс розташований за координатами 45°41′20″ пн. ш. 122°34′14″ зх. д. / 45.68889° пн. ш. 122.57056° зх. д. (45.688966, -122.570571).  За даними Бюро перепису населення США в 2010 році переписна місцевість мала площу 15,29 км², з яких 15,29 км² — суходіл та 0,00 км² — водойми.

## Демографія
Згідно з переписом 2010 року, у переписній місцевості мешкало 18 159 осіб у 5963 домогосподарствах у складі 4681 родини. Густота населення становила 1187 осіб/км².  Було 6224 помешкання (407/км²).
Расовий склад населення:
| - 84,0 % — білих - 5,0 % — азіатів - 1,9 % — чорних або афроамериканців - 0,8 % — вихідців з тихоокеанських островів - 0,8 % — корінних американців - 2,7 % — осіб інших рас |

До двох чи більше рас належало 4,7 %. Частка іспаномовних становила 7,8 % від усіх жителів.
За віковим діапазоном населення розподілялося таким чином: 29,2 % — особи молодші 18 років, 62,9 % — особи у віці 18—64 років, 7,9 % — особи у віці 65 років та старші. Медіана віку мешканця становила 33,3 року. На 100 осіб жіночої статі у переписній місцевості припадало 98,4 чоловіків;  на 100 жінок у віці від 18 років та старших — 95,1 чоловіків також старших 18 років.
Середній дохід на одне домашнє господарство  становив 70 364 долари США (медіана — 63 521), а середній дохід на одну сім'ю — 72 495 доларів (медіана — 66 109). Медіана доходів становила 49 148 доларів для чоловіків та 38 247 доларів для жінок. За межею бідності перебувало 12,4 % осіб, у тому числі 17,7 % дітей у віці до 18 років та 4,9 % осіб у віці 65 років та старших.
Цивільне працевлаштоване населення становило 8693 особи. Основні галузі зайнятості: освіта, охорона здоров'я та соціальна допомога — 18,5 %, виробництво — 12,2 %, роздрібна торгівля — 11,2 %, транспорт — 10,4 %.